# Robert Mambo Mumba
Robert Mambo George Randu Mumba (Mombasa, 25 ottobre 1978) è un allenatore di calcio ed ex calciatore keniota, di ruolo centrocampista.

## Carriera

### Club
Mambo Mumba giocò, a livello giovanile, per il Bandari e per il Nyoka. Passò poi al Kenya Pipeline e, successivamente, ai belgi del Gent. Questi ultimi, lo prestarono prima al Gent-Zeehaven e poi ai Coast Stars, per poi cederlo a titolo definitivo all'Örebro. Il 17 maggio debuttò allora nella Allsvenskan, nella vittoria casalinga per 2-1 sull'AIK. Il 3 ottobre segnò la prima rete, nel successo per 2-1, ancora contro l'AIK.
Firmò in seguito per i norvegesi del Viking. L'esordio nella Tippeligaen fu datato 10 aprile 2005, quando subentrò a Bjarte Lunde Aarsheim nel successo per 2-1 sul Bodø/Glimt. Nel match seguente, perso per 2-1 contro il Fredrikstad, segnò la prima rete.
Lasciato il Viking, tornò in Svezia, per militare nelle file dell'Häcken. Il primo incontro per la nuova squadra fu datato 17 luglio 2006, quando andò anche a segno nella vittoria per 3-1 sull'Helsingborg. Vestì poi le maglie di GIF Sundsvall, Umeå e, dal 2011, del Dalkurd.
Nel febbraio 2014 si è trasferito al Gute, nelle serie dilettantistiche svedesi.

### Nazionale
Mambo Mumba vestì la maglia del Kenya in 52 occasioni, con 10 reti all'attivo, tra il 1999 ed il 2009. Partecipò anche alla Coppa d'Africa 2004. Fu il capitano della selezione dopo il ritiro di Musa Otieno.